# Strzępiak białawy

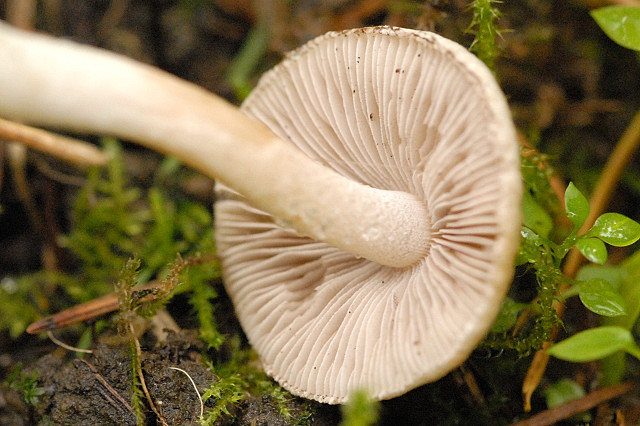

Strzępiak białawy, strzępiak cienisty (Inocybe umbratica Quél.) – gatunek grzybów należący do rodziny strzępiakowatych (Inocybaceae).

## Systematyka i nazewnictwo
Pozycja w klasyfikacji według Index Fungorum: Inocybe, Inocybaceae, Agaricales, Agaricomycetidae, Agaricomycetes, Agaricomycotina, Basidiomycota, Fungi.
Synonimy:
- Inocybe commixta Bres. 1884)
- Inocybe paludinella var. umbratica (Quél.) Gminder 2010
- Inocybe umbratica f. aurantiaca Takah. Kobay. 2002

Nazwę polską zaproponował Władysław Wojewoda w 2003 roku. Andrzej Nespiak w 1990 roku opisał go pod nazwą strzępiak cienisty.

## Morfologia
Kapelusz
Średnica do 2,5 cm, początkowo stożkowaty, potem rozpostarty z wyraźnym, tępym garbkiem. Brzeg początkowo podgięty, potem wyprostowujący się i promieniście pękający. Powierzchnia początkowo biaława, potem szarobeżowa z żółtawym odcieniem, jedwabista, pokryta delikatnymi włókienkami, lepiej widocznymi przy brzegu.
Blaszki
Zatokowato wycięte, początkowo jasnobeżowe, potem ciemniejsze, z oliwkowym odcieniem. Ostrza silnie, białawo orzęsione.
Trzon
Wysokość 3–5 cm, grubość 0,3–0,4 cm, walcowaty, u podstawy nieco zgrubiały i białawy od grzybni. Powierzchnia biała i oszroniona.
Miąższ
Biały, w trzonie włóknisty. Zapach ziemisty.
Cechy mikroskopowe
Zarodniki 6–9 × 5–6,5 µm. Podstawki 82–33 × 8 µm. Cheilocystydy, pleurocystydy i kaulocystydy 35–50 × 10–16 µm, o ścianie grubości do 5 µm i nieco żółtawej.

## Występowanie
Znane jest występowanie strzępiaka białego w Ameryce Północnej, Europie, Korei i Japonii. W piśmiennictwie naukowym na terenie Polski do 2003 r. podano 3 stanowiska. Aktualne stanowiska podaje internetowy atlas grzybów. Jest w nim zaliczony do listy grzybów zagrożonych i wartych objęcia ochroną.
Grzyb mikoryzowy. Występuje na ziemi w lasach iglastych i liściastych. Znajdywano go pod jodłami, bukami, sosnami i świerkami.

## Gatunki podobne
Podobny jest strzępiak bagienny (Inocybe paludinella). Odróżnia się od niego tylko niewiele kształtem kapelusza i barwą. Być może należy je połączyć w jeden gatunek.